# František Rublič

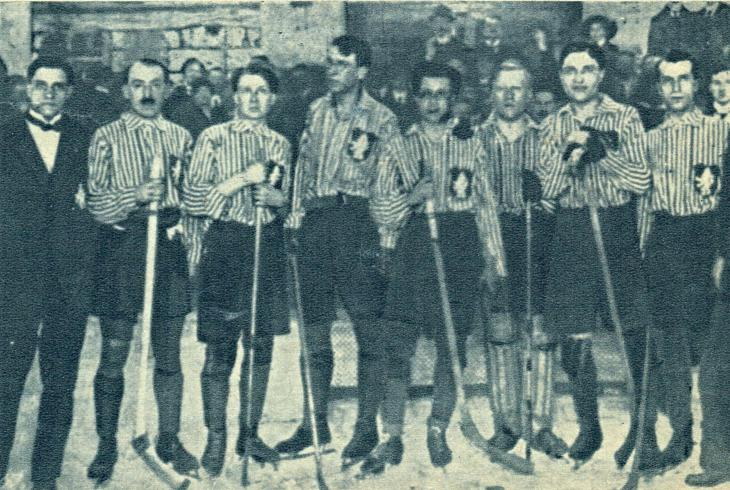
České hokejové mužstvo - mistr Evropy 1914, František Rublič je čtvrtý zleva.

František Rublič (28. listopadu 1893, Hořice – ?) byl československý hokejista a politik. Hrál v klubech Česká sportovní společnost a Slavia Praha, nastupoval na pozici obránce. V roce 1913 se poprvé dostal do reprezentace a zúčastnil se mistrovství Evropy v německém Mnichově. Na mistrovství nastoupil 25. ledna do úvodního zápasu proti Belgii, který skončil výsledkem 4:4. Český tým skončil na konečném druhém místě. O rok později byl opět v kádru českých hokejistů pro mistrovství Evropy konaném v německém Berlíně. Na turnaji nastoupil do obou českých zápasů. Přičemž do úvodního zápasu proti Belgii, který Češi vyhráli 9:1 nastoupil s horečkou. Šampionát český tým suverénně vyhrál a stal se mistrem Evropy.
Na turnaji také odehrál svoje poslední reprezentační utkání 27. února proti Německu, ve kterém český tým zvítězil v poměru 2:0. Jeho bratr Josef Rublič byl rovněž úspěšným hokejovým reprezentantem.

Později se František Rublič stal okresním hejtmanem v Hradci Králové.

## Statistiky

### Reprezentační statistiky
| Rok  | Tým   | Událost | Z | G | A | B | TM |
| ---- | ----- | ------- | - | - | - | - | -- |
| 1913 | Čechy | ME      | 1 | 0 | 0 | 0 | —  |
| 1914 | Čechy | ME      | 2 | 0 | 0 | 0 | —  |